# Мој Марлон и Брандо
Мој Марлон и Брандо (тур. Gitmek: Benim Marlon ve Brandom) турски је филм из 2007. године режисера Хусеина Карабеја.

## Радња
Два позоришна глумца, Ајка из Истанбула и Хама Али, Курд из Ирака, упознају се на снимању филма у Турској и обострано се заљубљују. Након завршетка снимања они се враћају својим кућама и схватају да је њихова љубавна романса прерасла у нешто много дубље и да не могу једно без другога. Ипак, налазе се у различитим државама, и пошто су Американци отпочели инвазију на Ирак, он не може да напусти државу. Хама Али од куће шаље Ајки љубавне видео записе снимљене помоћу његове дигиталне камере. Заљубљена Ајка ушушкана у свом топлом дому гледа те видео записе и пише му писма натраг.
Међутим њени суграђани, навикли на ратну ситуацију која их окружује, потпуно су равнодушни према овом рату. Ојађена Ајка одлучује да пође у Ирак како би се видела са својим драгим. Али, због инвазије, како није могуће изаћи из Ирака, није могућ ни улазак и она се обрела у једном селу близу границе.
Када коначно ступи у контакт са Хамом, договарају се да се сретну у Ирану. И тако, док она путује, наилази на низ авантура и доживљаја у земљи коју не познаје, мора да се споразумева језиком који говори врло слабо и да се придржава разних тамошњих њој страних религиозних обичаја.
Филм се завршава трагично. Хама Али је убијен од стране локалних војника док је снимао једну видео поруку Ајки.

## Награде
- 27. Међународни филмски фестивал у Истанбулу
  - Награда за најбољу глумицу – Ајка Дамгачи

- 6. Трајбека Филмски фестивал у Њујорку
  - Награда за најбољу режију – Хусеин Карабеј

- 15. Златни Бол филмски фестивал
  - Награда за најбољу глумицу – Ајка Дамгачи

- 25. Јерусалимски филмски фестивал - Израел
  - ФИПРЕСЦИ награда

- 5. Филмски фестивал у Јеревану - Јерменија
  - ФИПРЕСЦИ награда и Специјална награда жирија

- 14. Сарајевски филмски фестивал - Босна и Херцеговина
  - Награда за најбољу глумицу – Ајка Дамгачи

- 45. Филмски фестивал Златна поморанџа у Анталији
  - Најбољи глумац у споредној улози – Волга Соргу

- 21. Међународни филмски фестивал у Токију
  - Најбољи азијски филм Блиског истока

- Бордерландс - 4. филмски фестивал
  - Најбољи филм